# Municipio de Teotongo
El municipio de Teotongo (En chocho Xadë Duxöö "Pueblo del sol) es un municipio del estado de Oaxaca.

## Toponimia
El origen del topónimo Teotongo proviene del náhuatl Teotolco que significa "en el diocesillo".

## Geografía
El municipio de Teotongo cuenta con una extensión territorial de 39.55 km², se encuentra ubicado en las coordenadas 17°44′N 97°32′O / 17.733, -97.533 colinda con al norte con los municipios de San Pedro Nopala y Santa Magdalena Jicotlán, al sur con Villa de Tamazulapam del Progreso, al este con La Trinidad Vista Hermosa y San Antonio Acutla y al oeste con Villa de Tamazulapam del Progreso y con Santiago Huajolotitlán.

## Población
La población registrada en el censo de población y vivienda de 2010 realizada por el INEGI fue de 951 habitantes de los cuales 433 son hombres y 518 son mujeres.

### Principales asentamientos
| Nombre      | Tipo      | Código Postal |
| ----------- | --------- | ------------- |
| Teotongo    | Pueblo    | 69520         |
| El Progreso | Ranchería | 69524         |

## Economía
La principal actividad económica es la agricultura.